# Haus Baden

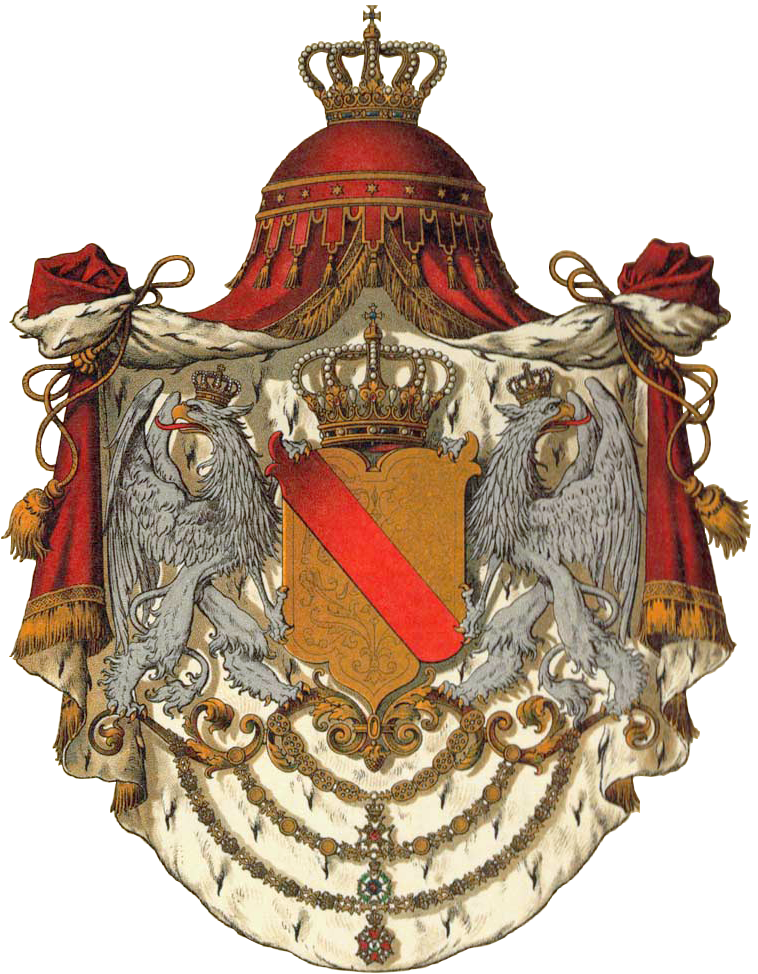
Wappen des großherzoglichen Hauses Baden

Das Haus Baden gehört seit Jahrhunderten zum deutschen Hochadel. Die Wurzeln des Adelsgeschlechts liegen im Breisgau, in der Ortenau, in der Baar, im Hegau und im Thurgau. Bereits im Hochmittelalter besaßen die gemeinsamen Vorfahren der Zähringer und des späteren Hauses Baden in den genannten Gebieten Grafenrechte und waren somit eine der bedeutenden Familien im Südwesten des Herzogtums Schwaben.

## Geschichte

### Von den Ursprüngen bis 1918

Ältere und neuere Landesteile Badens

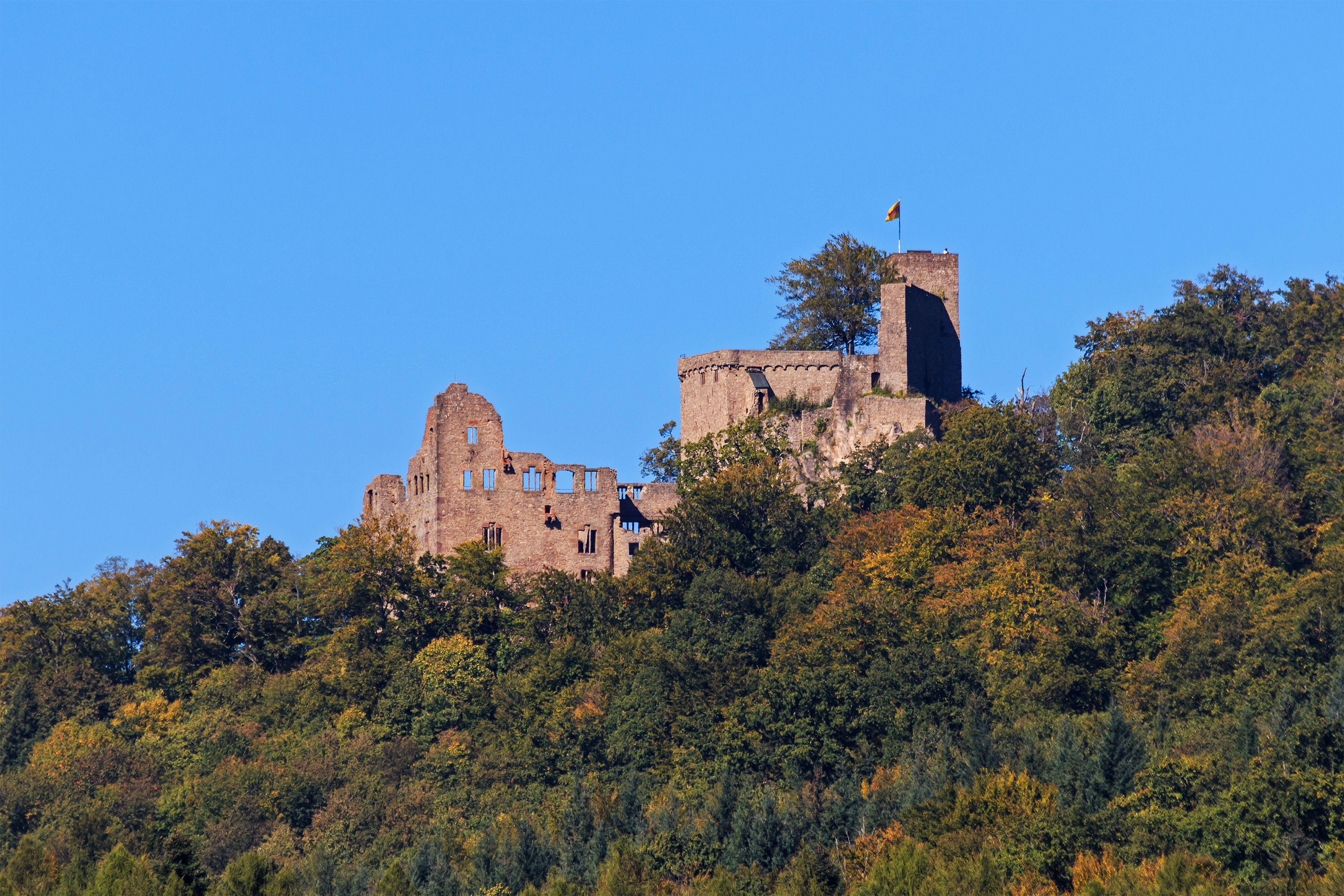
Stammburg der Familie – Burg Hohenbaden ob Baden in Baden

Stammvater des Hauses war Hermann I., der älteste Sohn Herzog Bertholds I. von Kärnten. Der Sohn Hermanns, Hermann II., Graf im Breisgau, war der erste, der sich 1112 nach der Burg Hohenbaden von Baden nannte. Er hatte das Gebiet um Baden-Baden durch den Ausgleich der Zähringer mit den Staufern um das Herzogtum Schwaben erlangt und führte ab 1112 den von seinem Vater ererbten Markgrafentitel – ursprünglich jener der Markgrafschaft Verona. So entstand die neue Markgrafschaft Baden.
Es folgten Gebietserweiterungen: Das ursprüngliche Territorium am mittleren Neckar um Backnang, Besigheim und die neu erworbenen Gebiete am Oberrhein konnten 1219 durch den Erwerb Pforzheims verbunden werden, diese 1442 durch Anteile an den Herrschaften Lahr und Mahlberg mit dem Breisgau. Ab 1190 gab es eine Hachberger Linie, die 1415 von Markgraf Bernhard I. zurückgekauft wurde, allerdings ohne die Sausenberger Landesherrschaft, die erst 1503 an die badische Hauptlinie fiel.
1535 entstanden durch Erbteilung aus der Markgrafschaft Baden die Markgrafschaften Baden-Baden und Baden-Durlach. Markgraf Karl Friedrich von Baden-Durlach beerbte 1771 die katholische Linie Baden-Baden und verband beide Markgrafschaften wieder. Residenz wurde Karlsruhe, wo ab 1715 nahe dem Durlacher Schloss die neue barocke Landeshauptstadt entstanden war. Er stieg zum Ende des Heiligen Römischen Reichs zunächst zum Kurfürsten und dann – nach der Auflösung des Reiches im Jahre 1806 – zum Großherzog auf.
Ab 1830 übernahm die von Luise Karoline von Hochberg abstammende morganatische Seitenlinie die Großherzogswürde. Deren Regierungsübernahme war seinerzeit belastet von dem Gerücht, Kaspar Hauser sei ein Sohn des 1818 verstorbenen Großherzogs Karl gewesen und somit der rechtmäßige Anwärter auf den Thron. Die Erbansprüche der Hochberger Seitenlinie waren bereits 1818 auf dem Aachener Kongress international anerkannt worden. Diese Linie spielte sowohl bei der Gründung des Deutschen Reiches eine wichtige Rolle, als Großherzog Friedrich I. im Spiegelsaal des Schlosses von Versailles als erster das „Hoch lebe Kaiser Wilhelm“ rief, als auch bei der Auflösung des Deutschen Kaiserreiches 1918, als Reichskanzler Maximilian von Baden am 9. November eigenmächtig die Abdankung Kaiser Wilhelms II. verkündete.

### Nach der Abschaffung der Monarchie
Am 22. November 1918 dankte der letzte Großherzog von Baden im Zuge der Novemberrevolution für sich und seine erbberechtigten Nachfolger ab und führte seitdem als Chef des Hauses Baden den Namen Markgraf von Baden. Die neu gegründete Republik Baden übernahm das Residenzschloss Karlsruhe sowie die Schlösser in Rastatt, Mannheim, Schwetzingen und Bruchsal in Staatsbesitz und überließ in einem Abfindungsvertrag dem Haus Baden die Schlösser in Baden-Baden und Salem mit den darin befindlichen Kunstschätzen.
Weil das großherzogliche Ehepaar Friedrich II. und Hilda keine erbberechtigten männlichen Nachkommen hatte, adoptierten sie ihren Großneffen Berthold von Baden.
Zur Deckung sehr viel später entstandener hoher Schulden verkaufte Max Markgraf von Baden 2000 das Schloss Eberstein (Gernsbach); ebenso verkaufte er – nach Versteigerung der darin befindlichen Kunstschätze – 2003 das Neue Schloss Baden-Baden an einen Investor aus Kuwait. Das Schloss in Salem übernahm 2009 das Land Baden-Württemberg, die Familie behielt jedoch das Wohnrecht in einem Flügel. Im Jahre 2006 hatte der Versuch Bernhard Prinz von Badens und der Landesregierung von Baden-Württemberg unter Günther Oettinger Aufsehen erregt, Mittel für die Sanierung des Schlosses dadurch zu gewinnen, dass Kulturgüter aus der Badischen Landesbibliothek zum Verkauf angeboten werden sollten. Dieser Vorfall wurde als Karlsruher Kulturgutaffäre bekannt und war begleitet von heftigen Debatten im Landtag von Baden-Württemberg.

## Haus Baden und die Zähringer

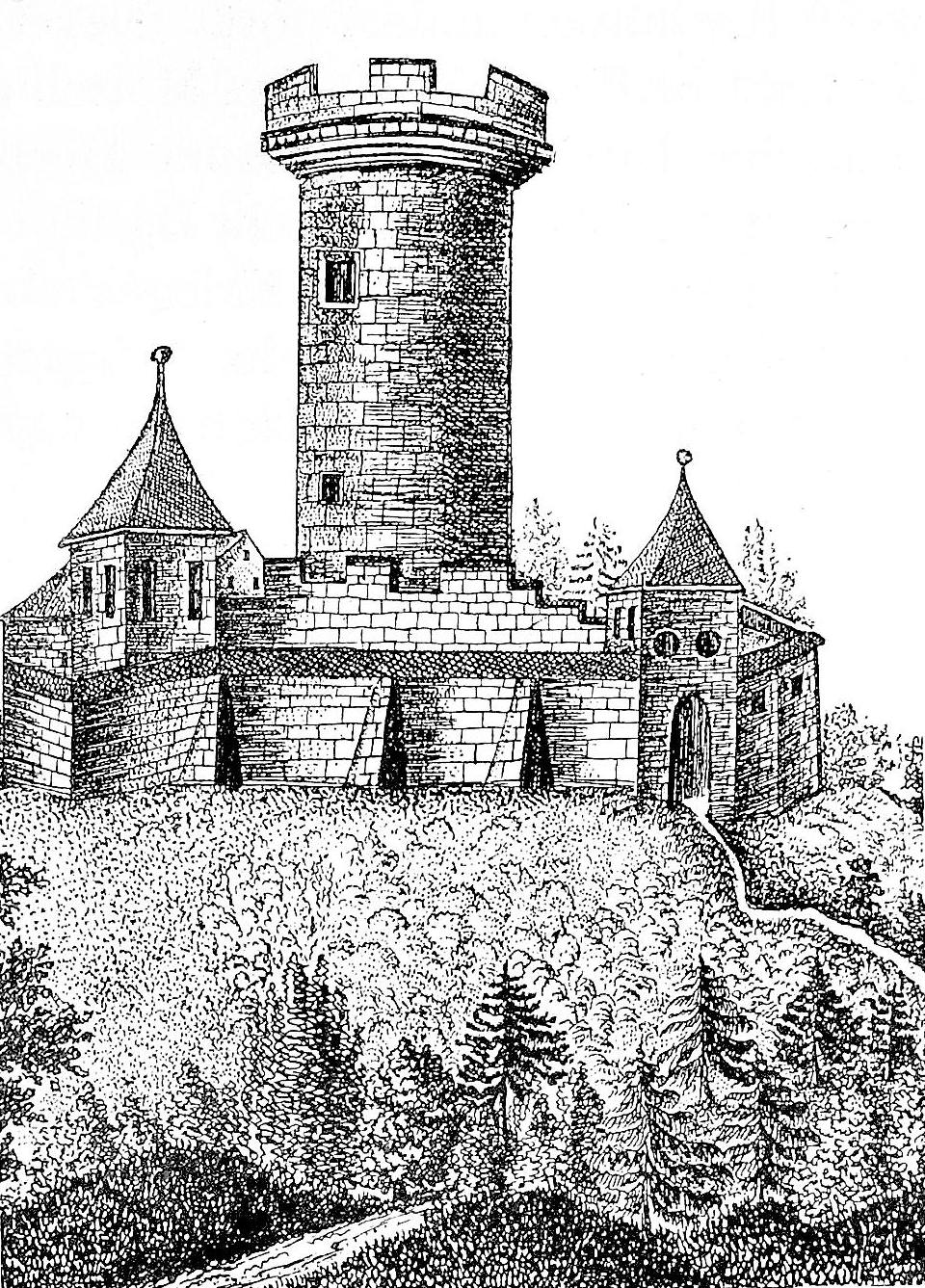
Burg Zähringen (Freiburg im Breisgau) um 1500

Die in der Literatur weit verbreitete Gleichsetzung des Hauses mit dem Geschlecht der Zähringer ist im Grunde historisch ungenau. Das Missverständnis beruht auf den Anfängen der landes- und hausgeschichtlichen Forschungen durch Johann Daniel Schöpflin. Beide Häuser haben zwar mit Herzog Berthold I. von Kärnten einen gemeinsamen Stammvater, aber dieser führte selbst nie die Bezeichnung Herzog von Zähringen. Im 19. Jahrhundert forcierte das Haus Baden seine Gleichsetzung mit dem Haus Zähringen zu propagandistischen Zwecken, um den Anspruch auf die neuen Gebiete Südbadens und den Großherzogstitel historisch zu untermauern.

## Persönlichkeiten
Wichtige Mitglieder des Hauses waren:
- Bernhard II. von Baden (1428/29–1458), Seliger der römisch-katholischen Kirche
- Ludwig Wilhelm von Baden-Baden (1655–1707), genannt Türkenlouis
- Karl Wilhelm von Baden-Durlach (1679–1738), Gründer von Karlsruhe
- Karl Friedrich, seit 1771 Markgraf des geeinten Landes Baden und 1806 Gründer des Großherzogtums
- Friedrich I., Großherzog des Landes Baden von 1856 bis 1907

### Chefs des Hauses Baden seit 1918
Die Herrscher des Hauses Baden bis 1918 finden sich in der Liste der Markgrafen und Großherzöge von Baden. Details zur Genealogie des Hauses Baden können aus der Stammliste des Hauses Baden entnommen werden.
Die nachfolgende Tabelle listet die ehemaligen Chefs des Hauses nach dem Untergang der Monarchie auf:
| Name                                                                    | Zeitraum  |
| ----------------------------------------------------------------------- | --------- |
| Friedrich Markgraf von Baden (zuvor Großherzog Friedrich II. von Baden) | 1918–1928 |
| Max Prinz von Baden (1918 der letzte Kanzler des Kaiserreichs)          | 1928–1929 |
| Berthold Markgraf von Baden                                             | 1929–1963 |
| Max Markgraf von Baden                                                  | 1963–2022 |
| Bernhard Markgraf von Baden                                             | seit 2022 |

## Wappen
Das Stammwappen (Zähringen) zeigt in Gold einen roten Schrägrechtsbalken. Auf dem Helm mit rot-goldenen Helmdecken ein rotes und ein goldenes Steinbockshorn. 

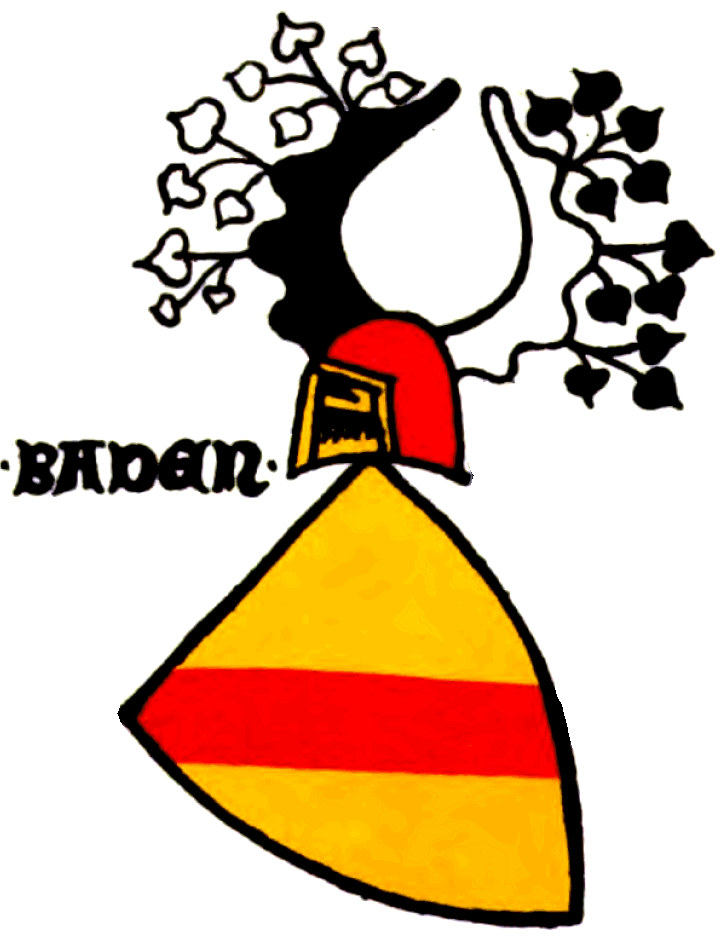
Stammwappen in der Zürcher Wappenrolle, ca. 1335-1345
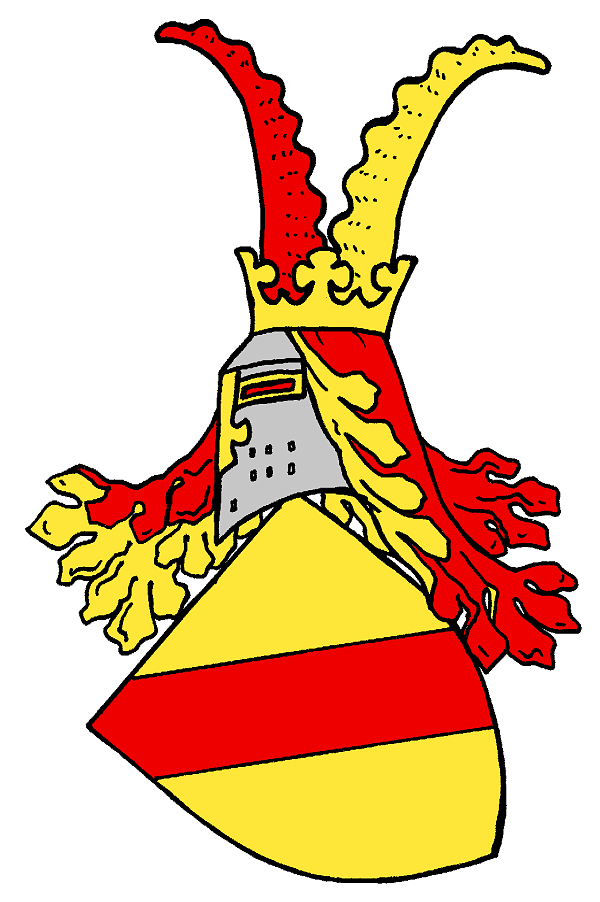
Stammwappen des Hauses Baden
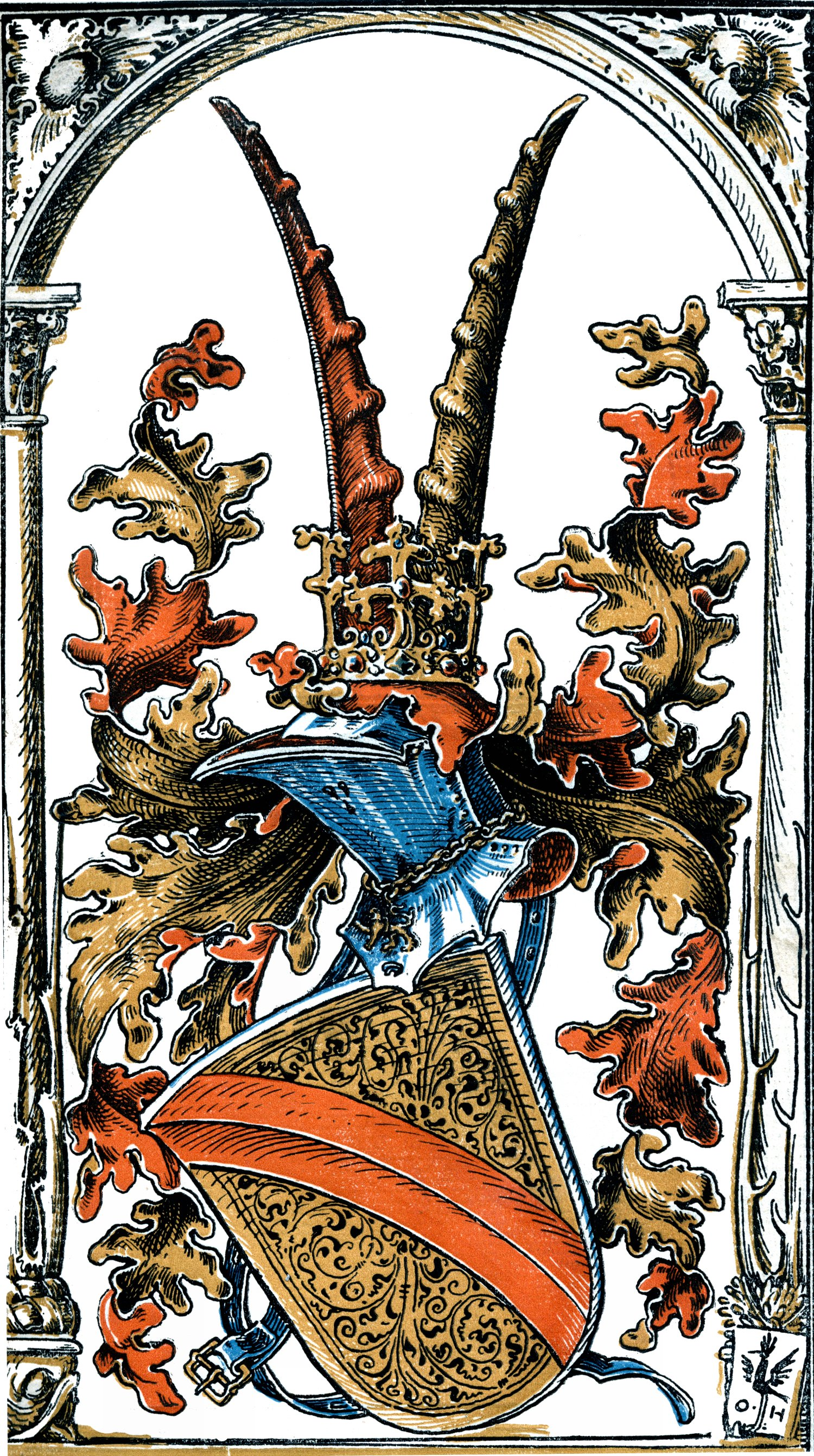
Wappengrafik von Otto Hupp im Münchener Kalender von 1895

## Residenzen des Hauses Baden
Zu den mittelalterlichen Sitzen der badischen Markgrafen gehörte neben der Stammburg Hohenbaden die Yburg und ab 1219 die alte Burg in Ettlingen. 1503 kamen im neu erworbenen Markgräflerland die Burgen Rötteln, Badenweiler und Sausenburg hinzu. Nach der Landesteilung 1535 residierten die Regenten der Unteren Markgrafschaft zunächst in Pforzheim und ab 1565 in der Durlacher Karlsburg. Etwa zeitgleich entstanden durch Ausbau spätgotischer Anlagen die Renaissanceschlösser der Oberen Markgrafschaft in Baden-Baden und Ettlingen. Nachdem im Pfälzischen Erbfolgekrieg 1689 das Schloss in Baden-Baden durch französische Truppen niedergebrannt worden war, entstand im Marktflecken Rastatt die neue Residenz der Baden-Badener Linie, während die Durlacher Linie das 1718 neu errichtete Barockschloss in Karlsruhe bezog. Die Regierungsbehörden der Markgrafschaft wurden von 1689 bis 1697 nach Basel verlagert. Markgraf Friedrich Magnus fand 1703–1705 und 1707 während des Spanischen Erbfolgekriegs seine Zuflucht im Basler Markgräflerhof.
Karl Friedrich von Baden-Durlach, der ab 1771 auch die Markgrafschaft Baden-Baden und ab 1806 das neugeschaffene Großherzogtum Baden regierte, übernahm um 1802 die vormaligen Barockresidenzen der Kurfürsten von der Pfalz in Mannheim und Schwetzingen sowie die der Fürstbischöfe von Speyer in Bruchsal. In Heidelberg und Freiburg wurden bestehende Palais zukünftig als lokale Residenzen genutzt. Ab 1891 entstand für den Thronfolger das Erbgroßherzogliche Palais in Karlsruhe. Nach der Revolution von 1918 wurde die bereits 1804 säkularisierte Reichsabtei Salem zum Wohnsitz der Familie. Nach den Verkäufen der 2000er Jahre sind lediglich noch Teile von Schloss Salem, das nahegelegene Schloss Killenberg und die Burg Staufenberg (Schwarzwald) mit zugehörigem Weingut im Besitz des Chefs des Hauses Baden, während eine Seitenlinie die Burg Zwingenberg bewohnt.

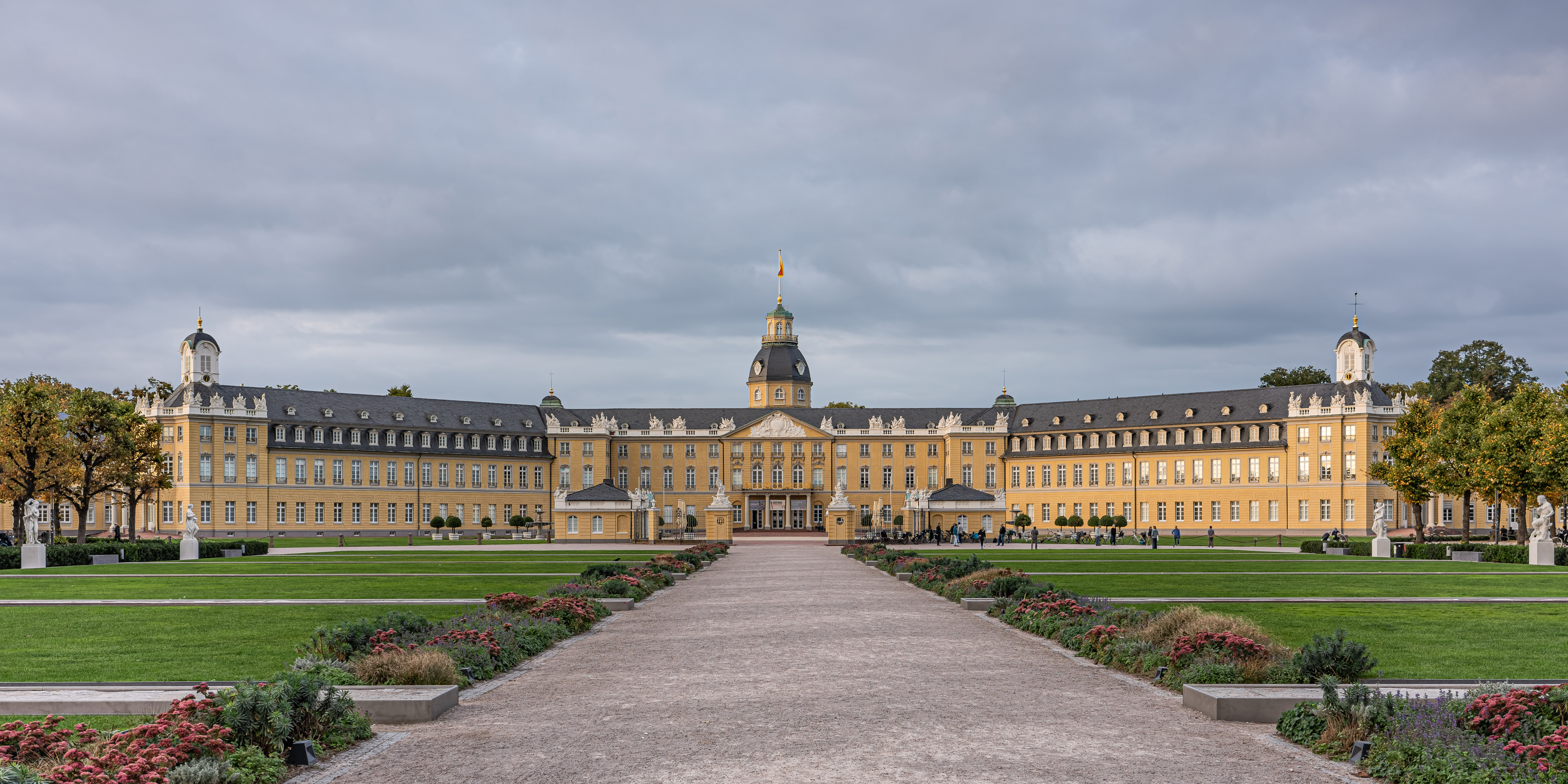
Residenzschloss Karlsruhe
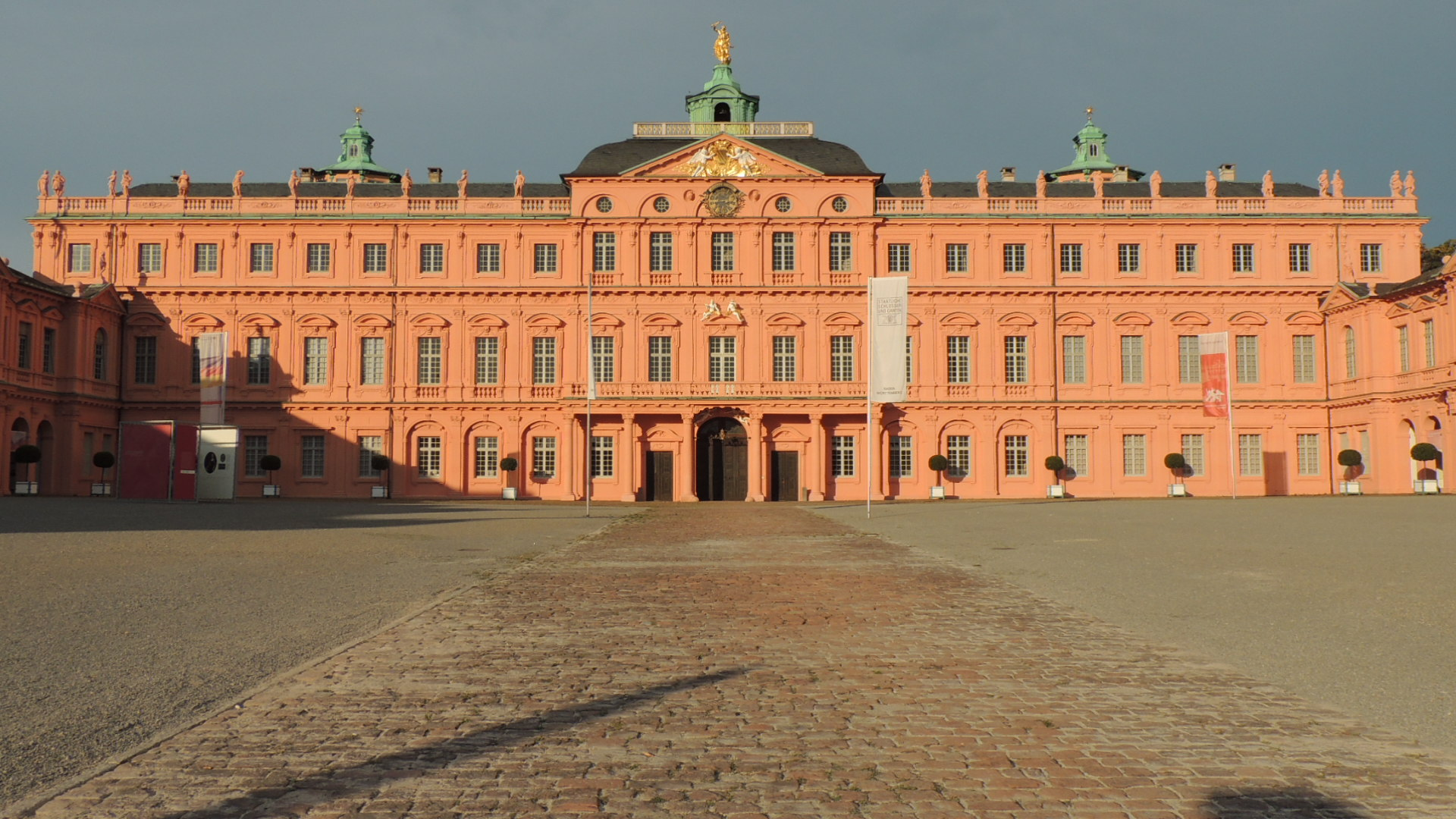
Schloss Rastatt
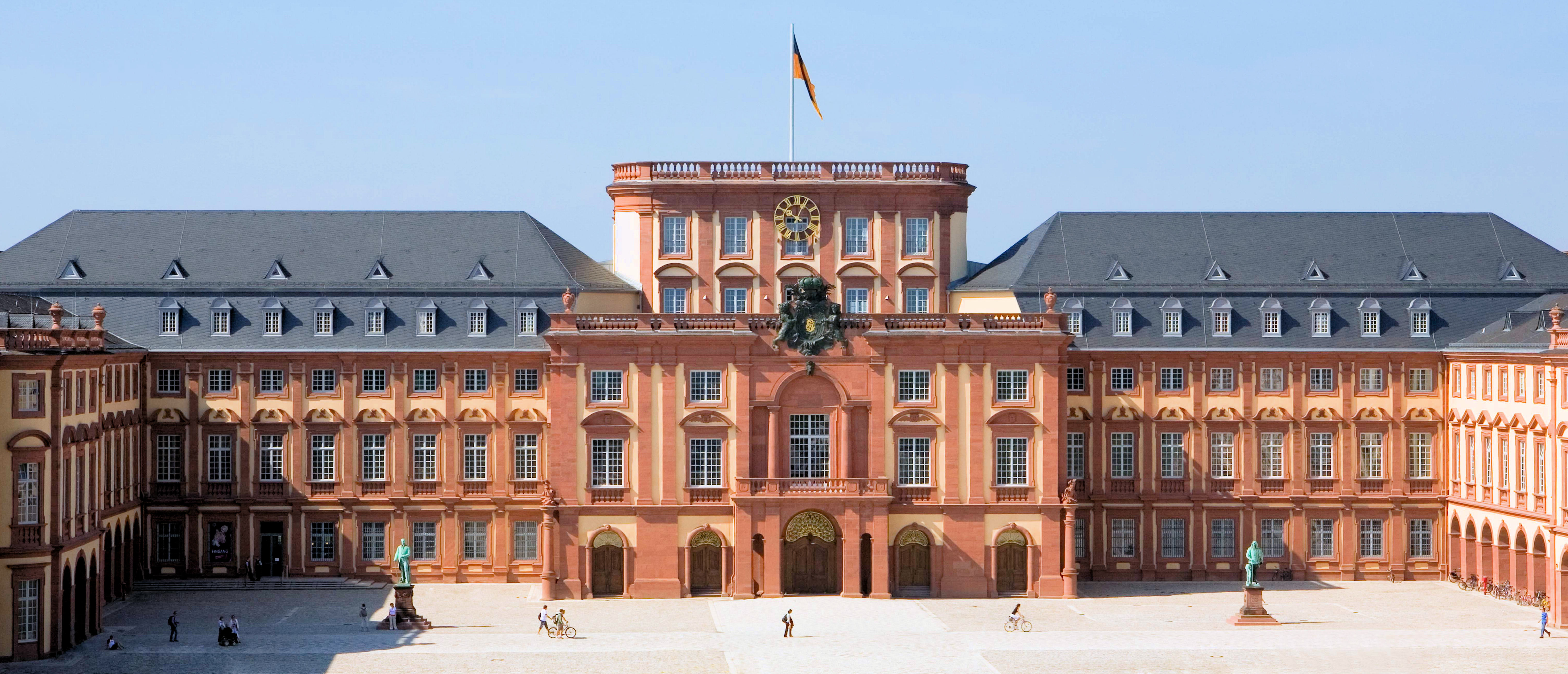
Schloss Mannheim
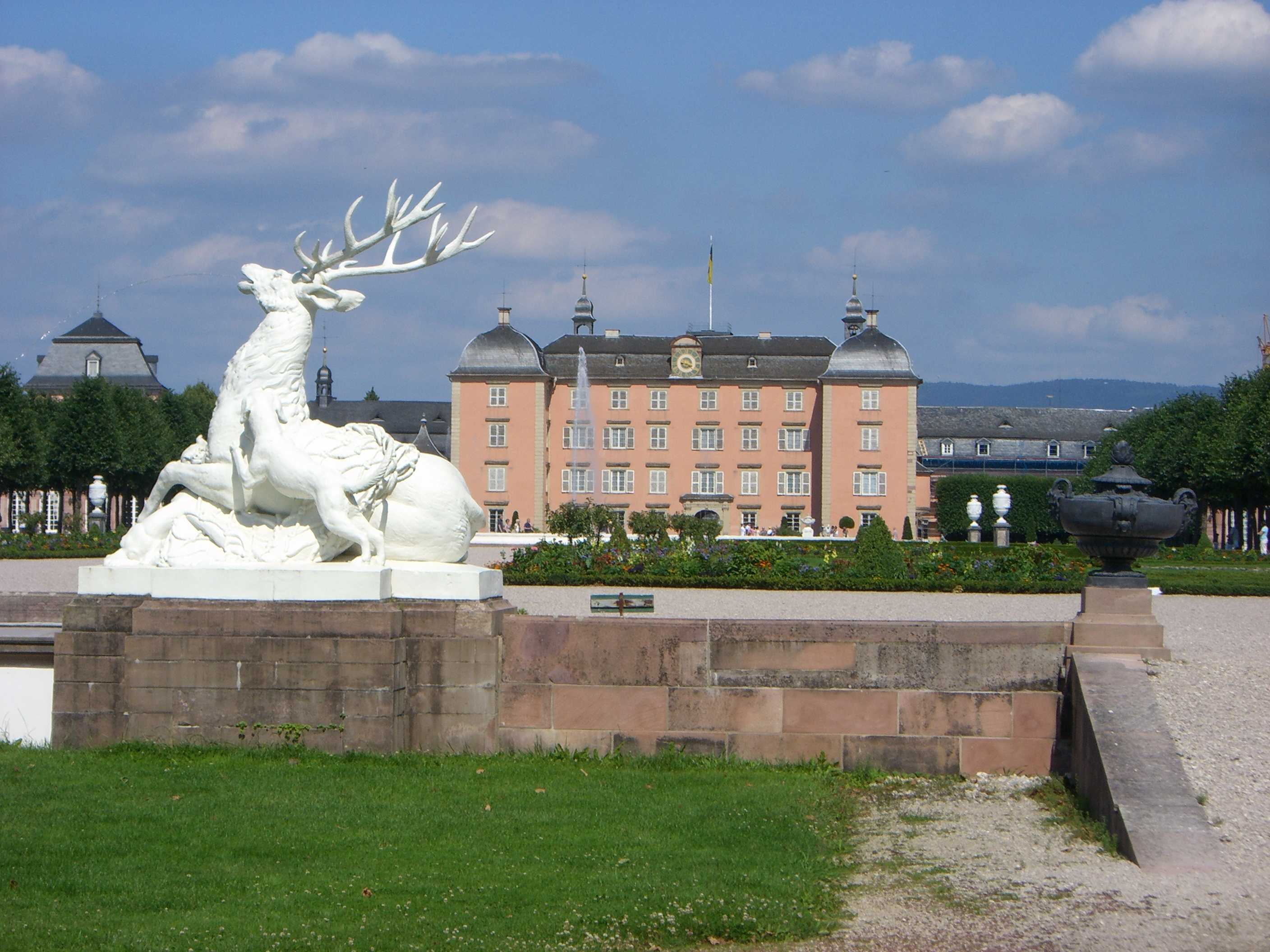
Schloss Schwetzingen
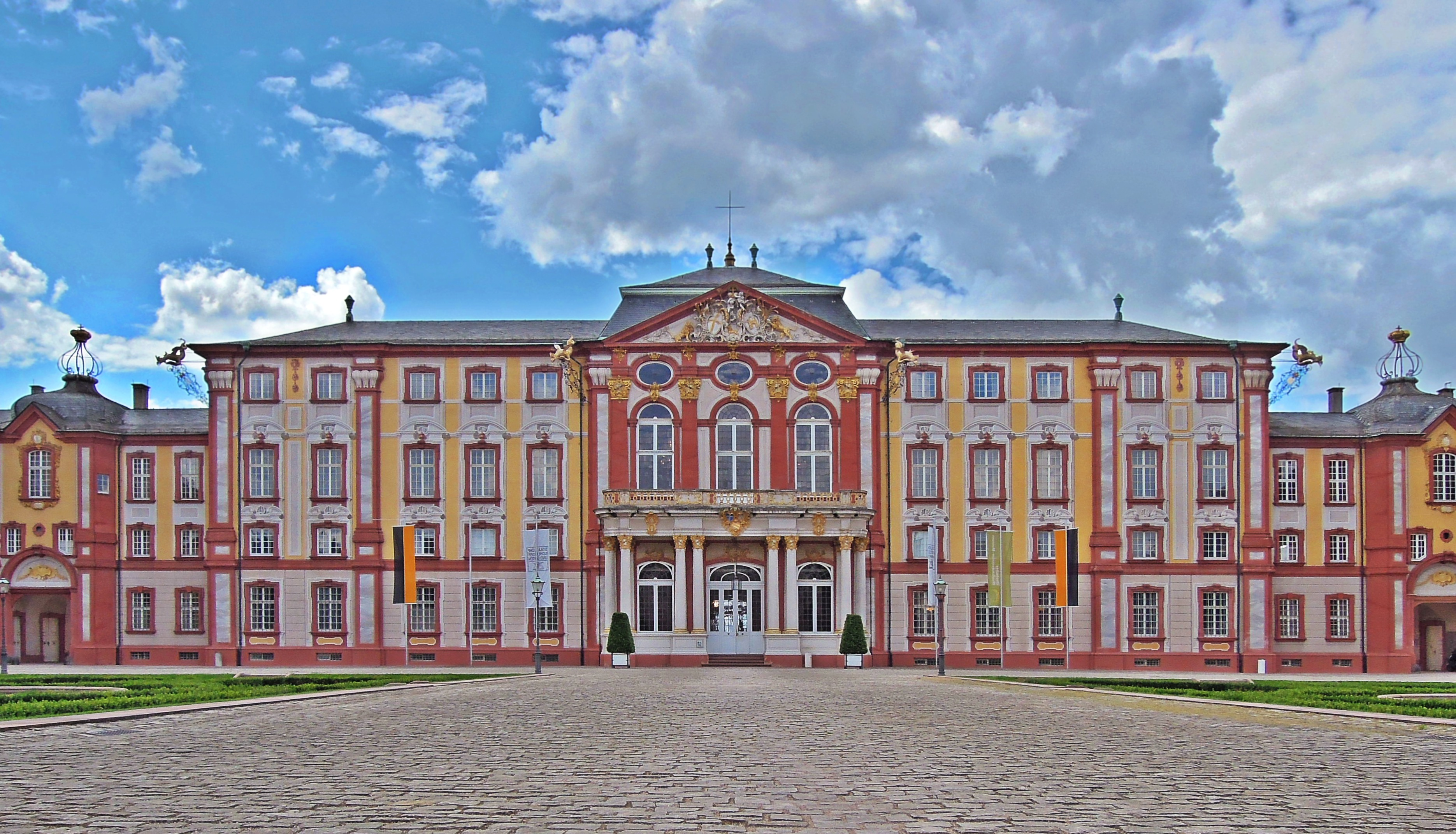
Schloss Bruchsal
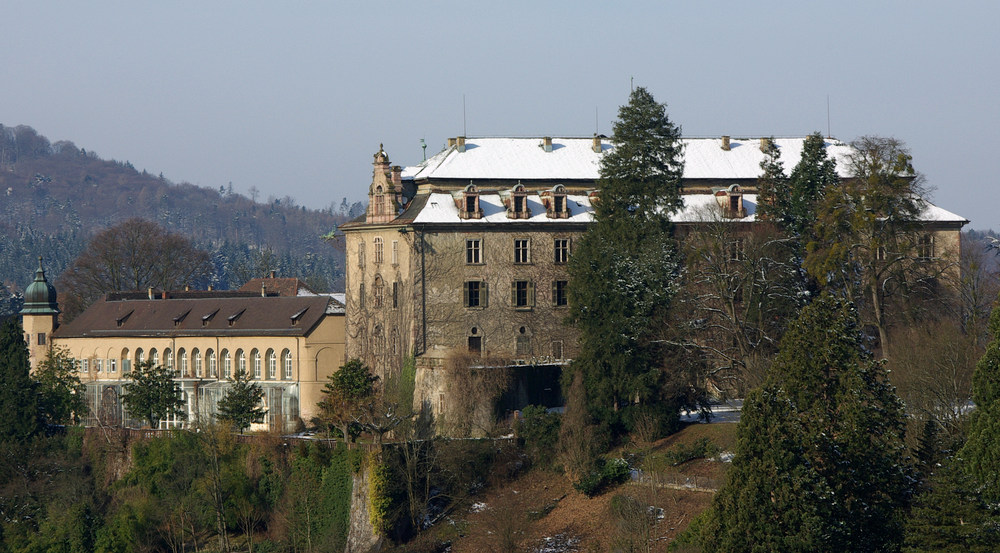
Neues Schloss Baden-Baden
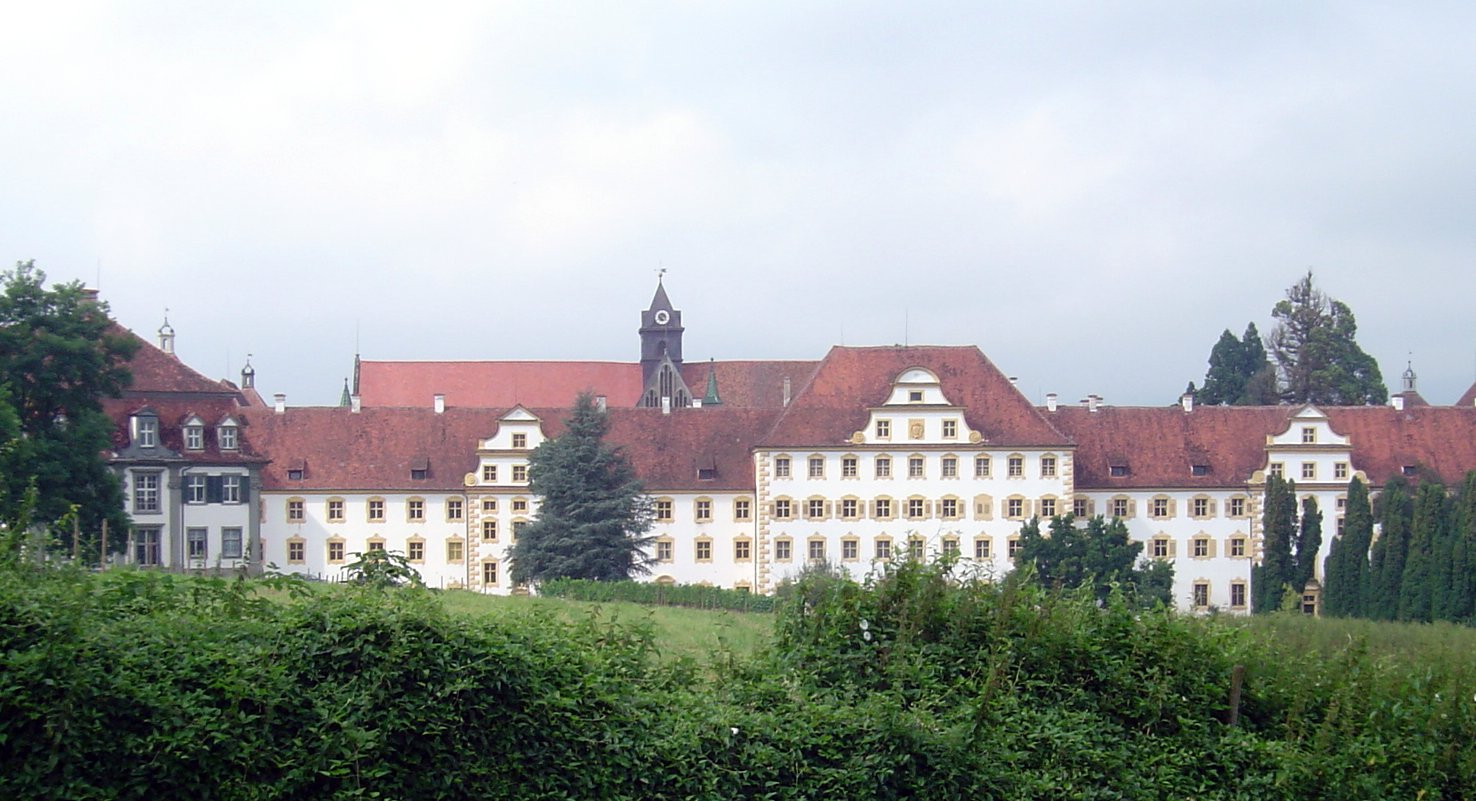
Reichsabtei Salem
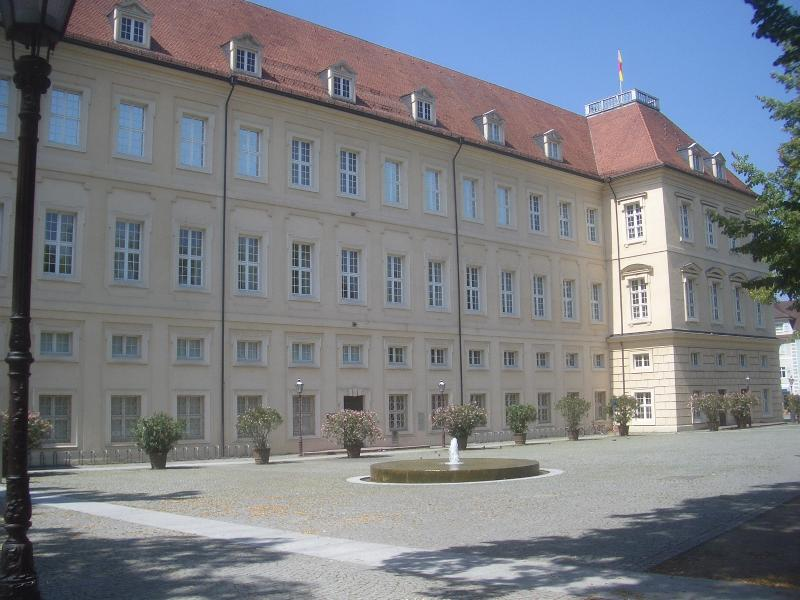
Karlsburg in Karlsruhe-Durlach
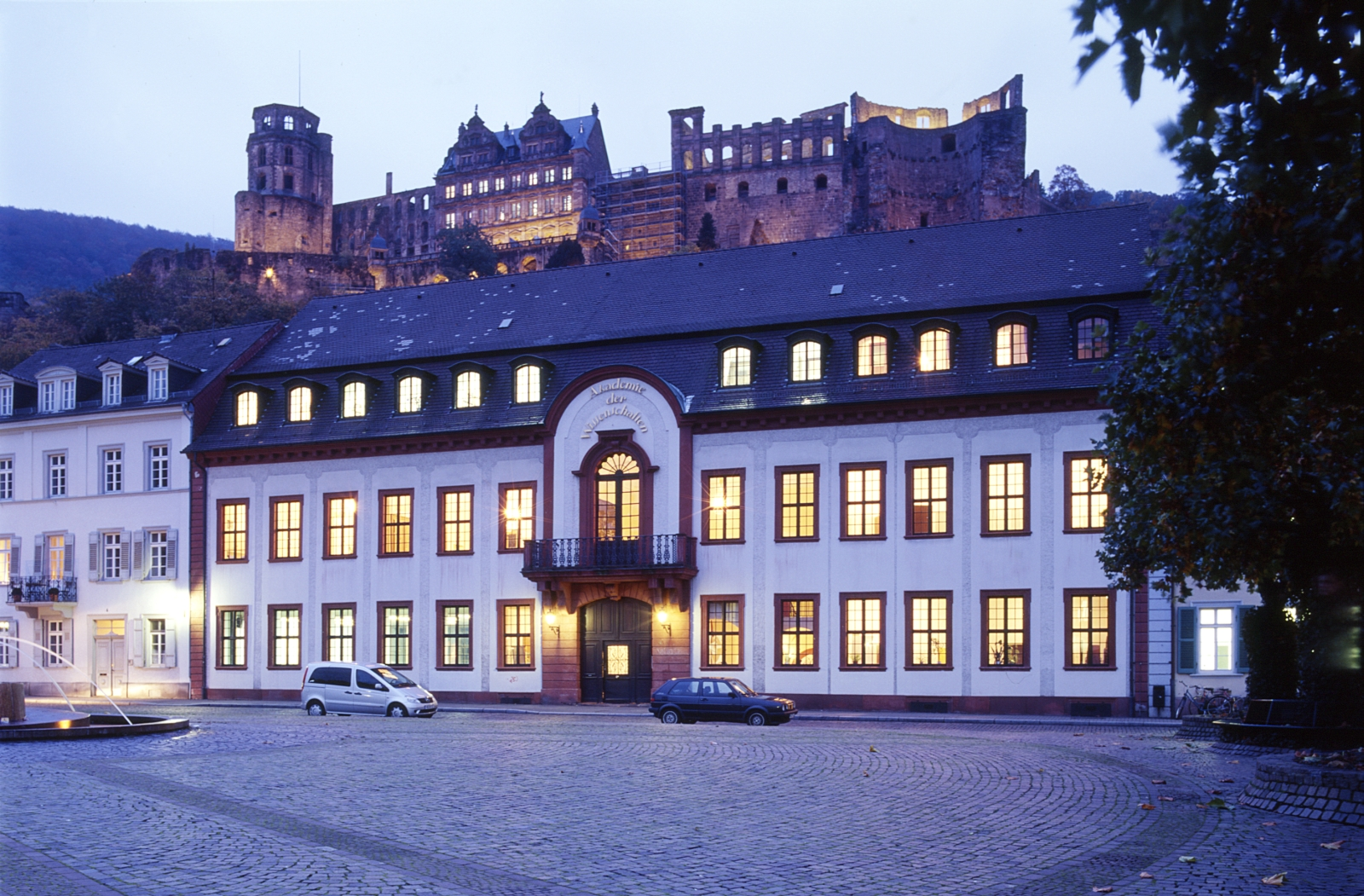
Großherzogliches Palais (Heidelberg)
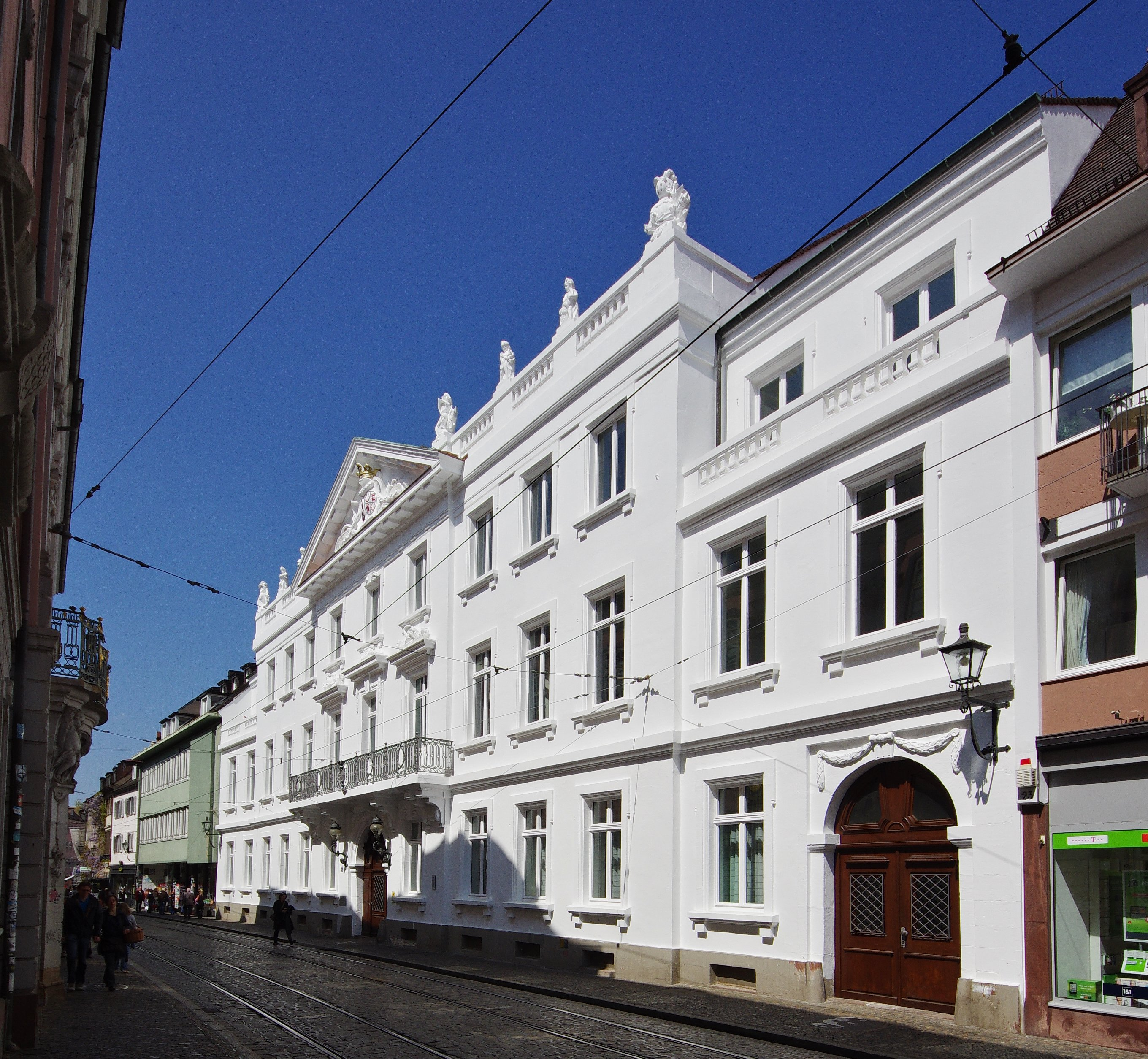
Großherzogliches Palais Freiburg
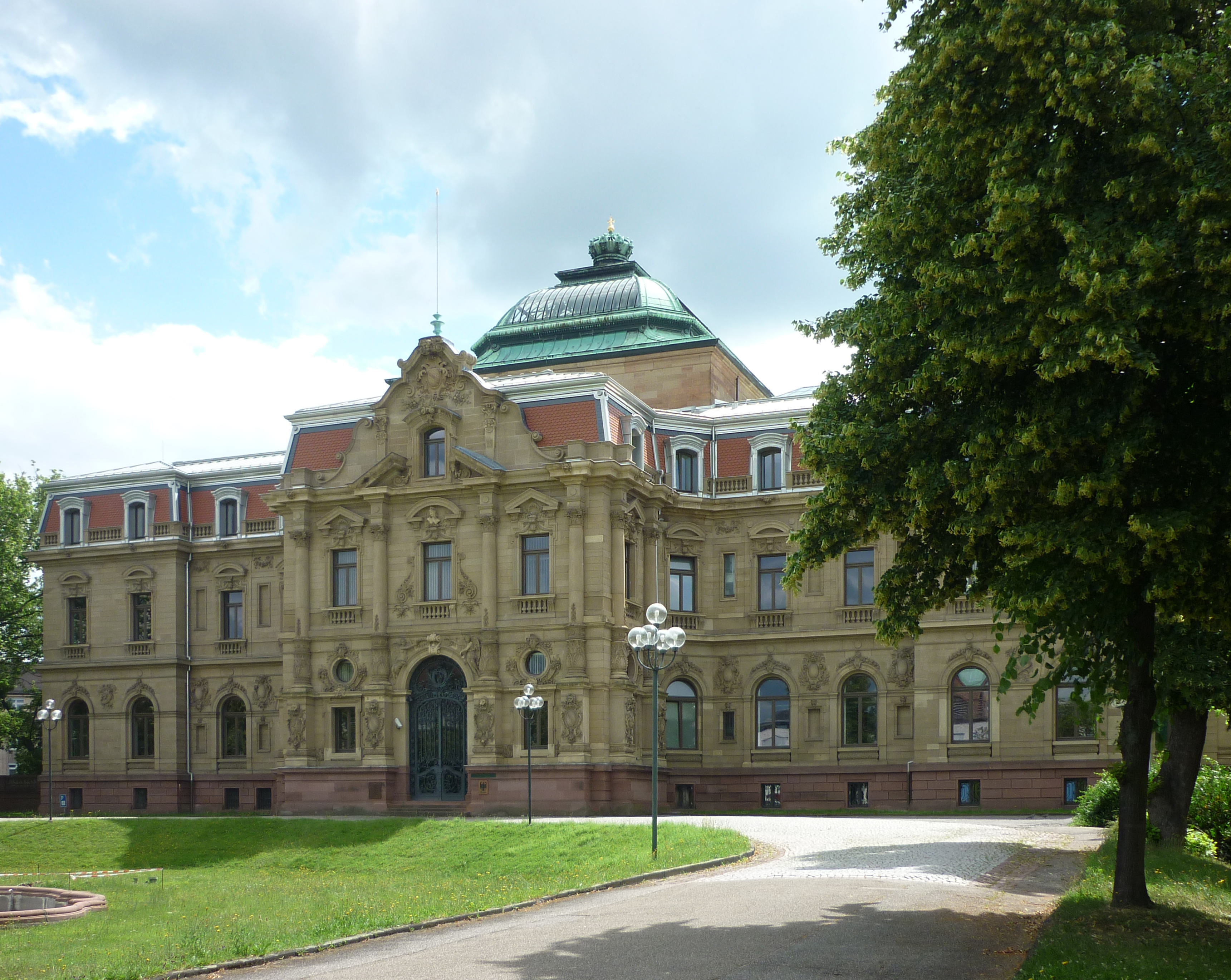
Erbgroßherzogliches Palais in Karlsruhe
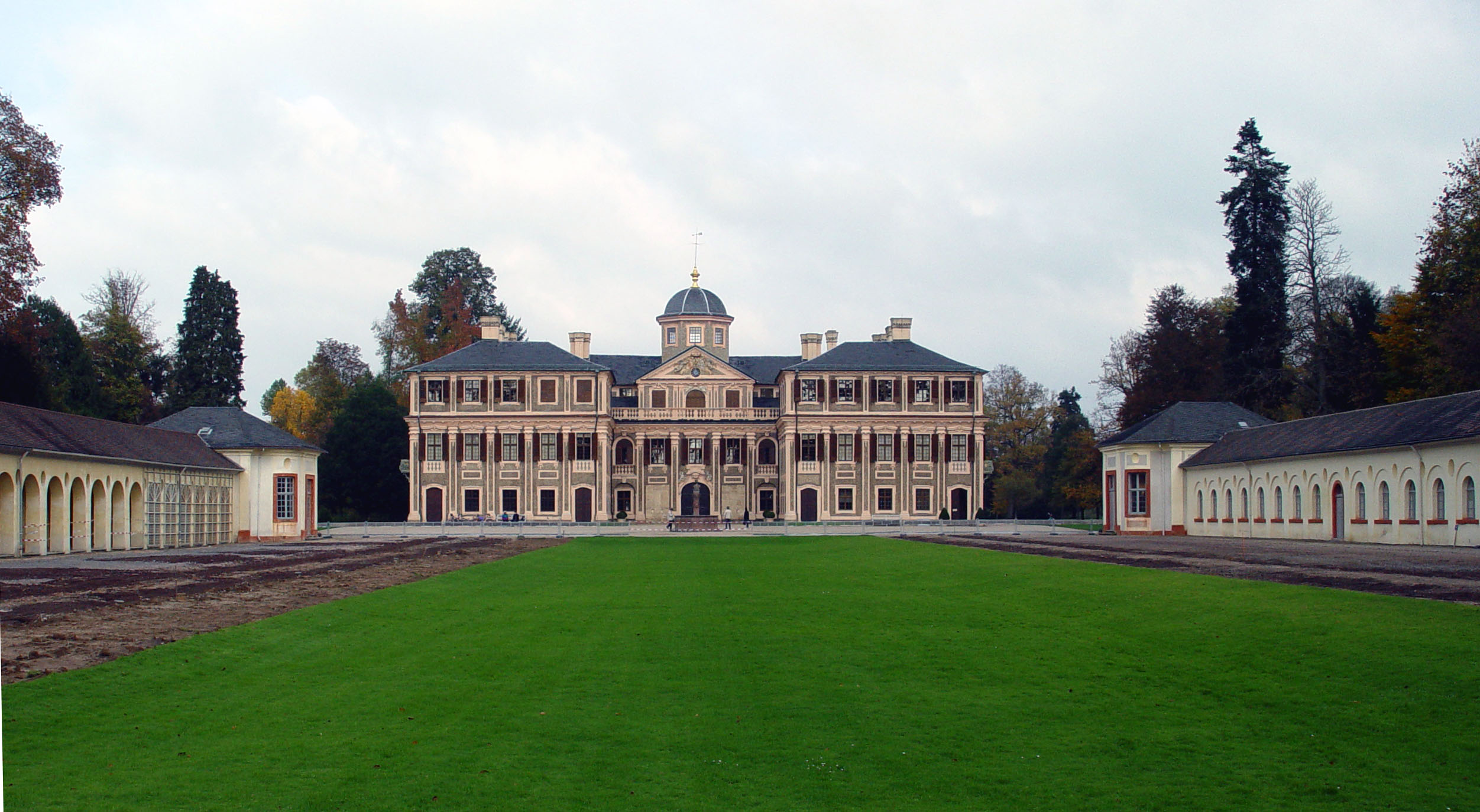
Schloss Favorite (Rastatt)
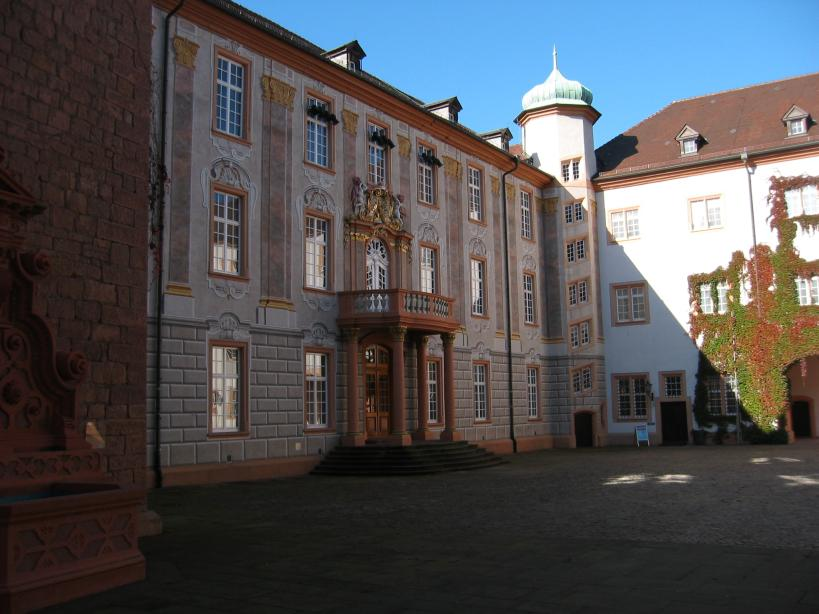
Schloss Ettlingen
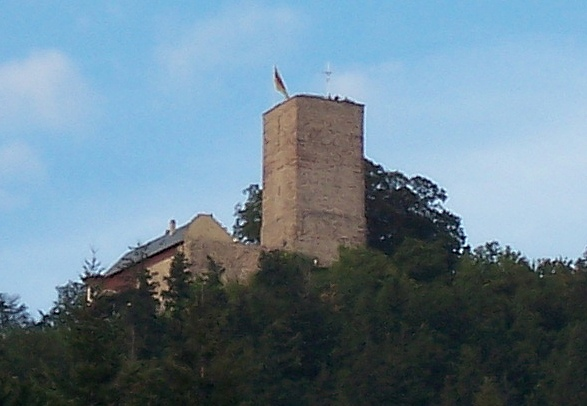
Yburg (Schwarzwald)
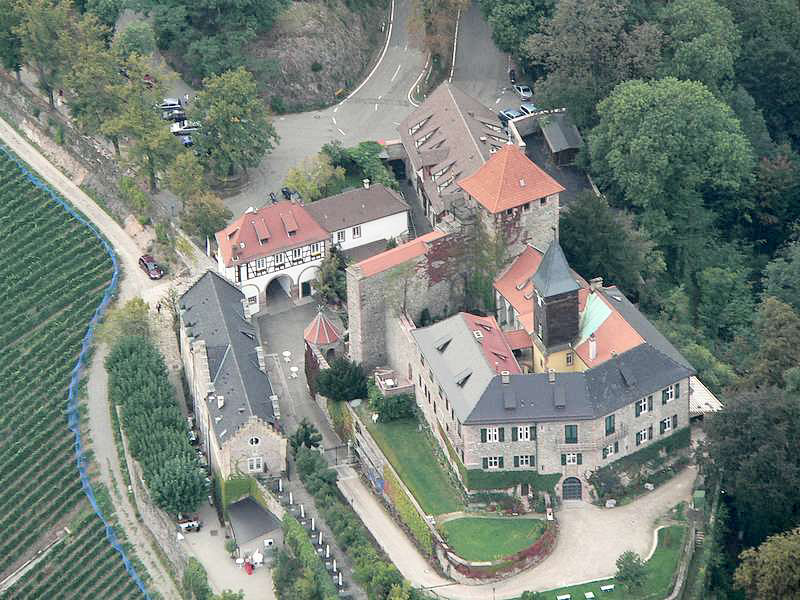
Schloss Eberstein (Gernsbach)
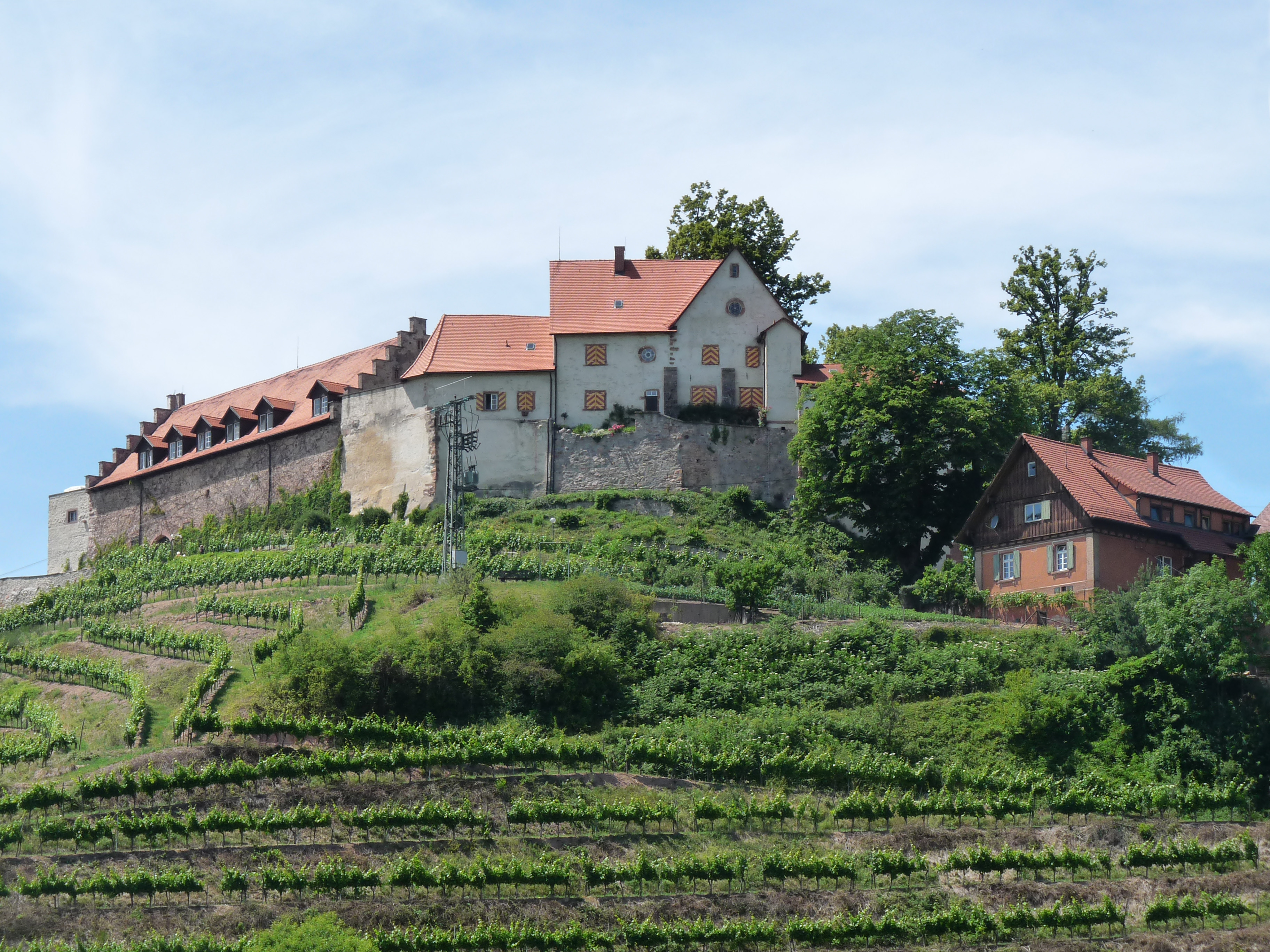
Burg Staufenberg (Schwarzwald)
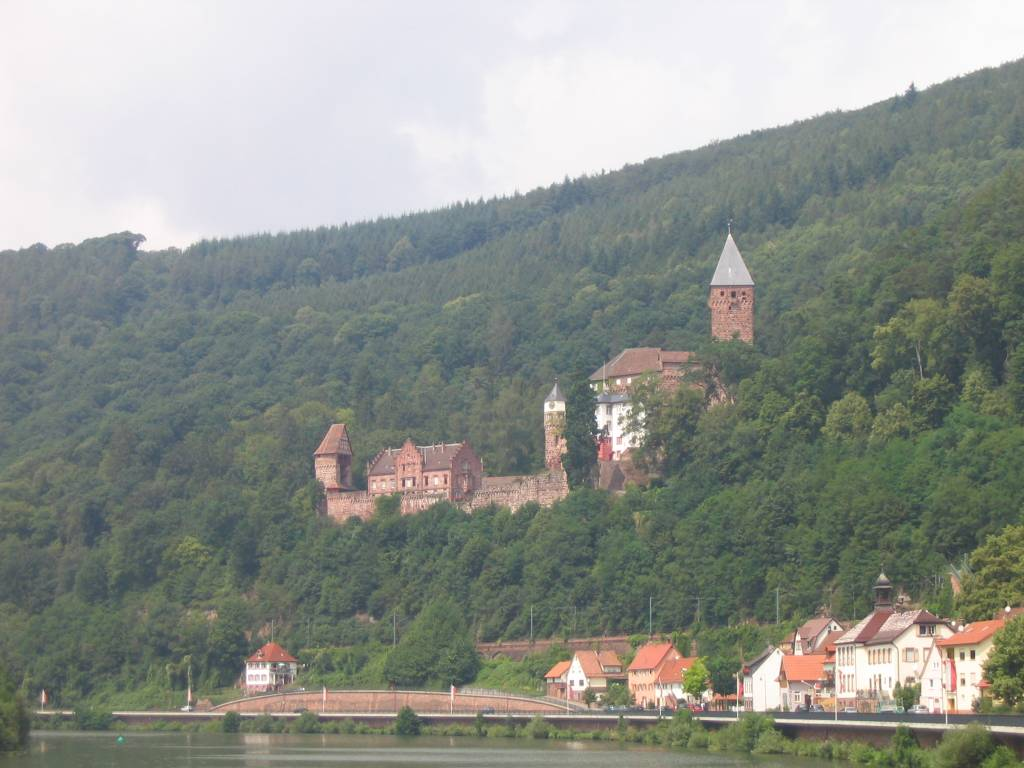
Burg Zwingenberg am Neckar

## Grablegen des Geschlechts

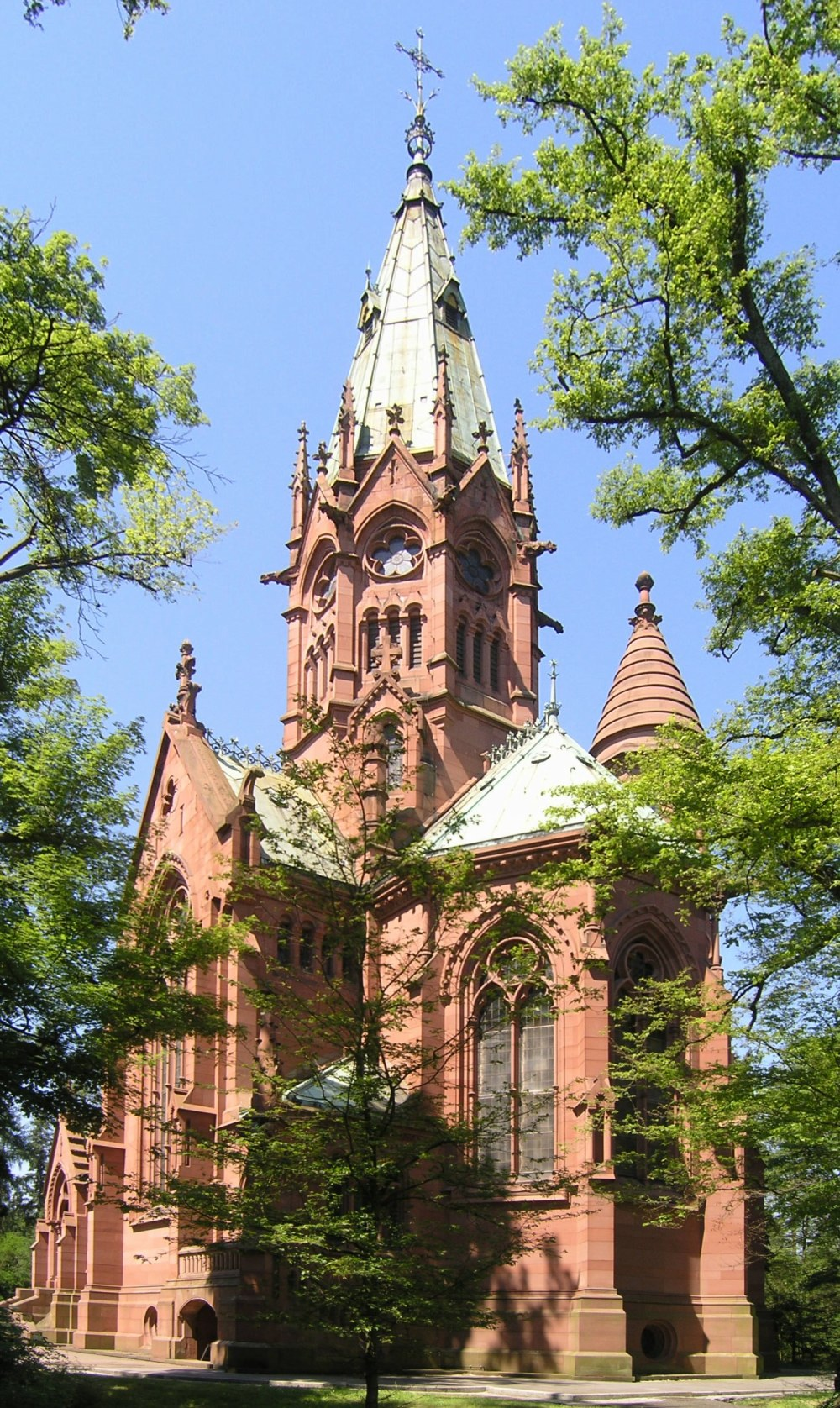
Großherzogliche Grabkapelle Karlsruhe im Fasanengarten

1116 stiftete Markgraf Hermann I. das Augustiner-Chorherren-Stift Backnang, das dann bis 1248 die Grablege des Geschlechts war. 1248 wurde die Grablege in das neu gegründete Kloster Lichtenthal verlegt. Ab Bernhard I. († 1431) diente die Stiftskirche in Baden(-Baden) als Begräbnisort, auch die Mitglieder der Linie Baden-Baden wurden hier beigesetzt.
Die Markgrafen von Baden-Durlach nutzten ab 1535 die Schloss- und Stiftskirche St. Michael in Pforzheim als Grablege (letzte Bestattung 1860).
Die Mitglieder der großherzoglichen badischen Familie wurden größtenteils in der Evangelischen Stadtkirche in Karlsruhe bestattet. In den 1890er-Jahren wurde dann die Großherzogliche Grabkapelle im Karlsruher Hardtwald als Mausoleum errichtet. Erwähnenswert ist auch noch die Karlsruher Pyramide als Grabmal für den Stadtgründer Karl Wilhelm.
Seit der Abschaffung der Monarchie werden die Familienmitglieder meist in Salem beigesetzt.
Die Hauptgrablegen für die badischen Nebenlinien waren das Kloster Tennenbach für Baden-Hachberg, die Röttler Kirche für Hachberg-Sausenberg und die Sankt-Nikolaus-Kirche von Rodemachern für Baden-Rodemachern.

## Nicht ebenbürtige Seitenlinien
Das Haus Baden hatte selbst mehrfach Anfechtungen wegen objektiv nicht ebenbürtiger Ehen zu bestehen. So ist die Ehe von Markgraf Ernst mit Ursula von Rosenfeld unebenbürtig, aber die Linie Baden-Durlach konnte die Ebenbürtigkeit rechtlich erfolgreich in Anspruch nehmen. Die morganatische Ehe von Markgraf Georg Friedrich führte mangels Nachwuchs zu keiner Nebenlinie.
Auch die Linie Baden-Baden ist durch die Verbindung von Markgraf Eduard Fortunat mit Maria von Eicken eine unebenbürtige Seiten-Linie geworden, die aber ebenfalls die Ebenbürtigkeit rechtlich erfolgreich durchsetzen konnte.
Die aus der morganatischen Ehe des Großherzogs Karl Friedrich stammenden Grafen von Hochberg wurden erst später per Hausgesetz für erbberechtigt erklärt und ihre Stellung im Deutschen Bund und international abgesichert. 
Die nachfolgende Auflistung führt nur Nebenlinien auf, die das Haus Baden selbst als unebenbürtig (aus morganatischen Ehen oder unehelichen Verbindungen) eingestuft hat und erhebt keinen Anspruch auf Vollständigkeit:
Markgraf Friedrich VI. hatte eine uneheliche Verbindung mit Johanna Bayer von Sendau (1636–1699), deren Nachkommen den Titel Freiherren von Münzesheim erhielten.
Carl Friedrich Hermann von Freystedt, ein unehelicher Sohn des Markgrafen Karl Friedrich, ist der Stammvater der Nebenlinie von Freystedt.
Karl Wilhelm Eugen von Freydorf, ein Sohn von Christoph von Baden-Durlach, ist der Stammvater der Nebenlinie von Freydorf.
Wilhelm Ludwig von Seldeneck, ein Sohn von Wilhelm Ludwig von Baden-Durlach und Neffe des Markgrafen Karl Friedrich, ist der Stammvater der Nebenlinie von Seldeneck.
Von Karl August von Baden-Durlach, dem vormaligen Vormund des Markgrafen Karl Friedrich, stammt die Nebenlinie derer von Ehrenberg.
Großherzog Ludwig I. begründete die – in männlicher Linie – kurzlebige Familie der Grafen von Langenstein, die in weiblicher Linie in das Haus Douglas-Langenstein überging. Außerdem ist Ludwig I. auch Stammvater der unehelichen Nebenlinie derer von Steinberg.
Prinz Karl (1832–1906) begründete mit seiner morganatischen Gemahlin Rosalie Luise Freiin von Beust (1845–1908), Tochter des Freiherrn Wilhelm von Beust (1805–1875), die über ihre Mutter Emilie von Beust (1820–1878) Enkelin des badischen Generalstabsarztes Wilhelm Meier (1785–1853) und Urenkelin des badischen Geheimen Hofrates Emanuel Meier (1746–1817) war und aus Anlass ihrer Ehe zur Gräfin von Rhena erhoben wurde, die Nebenlinie der Grafen von Rhena, die allerdings mit ihrem Sohn Friedrich 1908 bereits wieder ausstarb.
Es mangelte dem Haus Baden nicht an Nachkommen, sondern allenfalls an standesgemäßen Ehen.